# Амазон домініканський
Амазон домініканський (Amazona ventralis) — птах родини папугових.

## Зовнішній вигляд
Довжина тіла 30 см, хвоста 10 см. Забарвлення оперення зелене, з облямівкою чорного кольору. Верхня частина голови синювата, в області вух є чорне забарвлення. Ділянки навколо очей, чоло й вуздечка білі. На животі помітний бордово-коричневий наліт. Першорядні махові й криючі крила — блакитні. Другорядні махові й більші криючі крила блакитні, але з зеленими кінчиками. Дзьоб солом'яного кольору. Райдужка коричнева. Лапи коричневі.

## Розповсюдження
Живе на о. Гаїті й у Домініканській Республіці.

## Спосіб життя
Населяють субтропічні або тропічні ліси, лісопосадки й плантації; піднімаються в гори до висоти 1500 м над рівнем моря. Живуть зграями, іноді великими. Живиться на полях, через що зараховуються селянами до шкідників.

## Розмноження
Пари утворюються з кінця березня. Гніздо влаштовує в дуплах дерев. Самка відкладає 2-4 яйця, які вона насиджує протягом 25 днів. Молоді залишають гніздо у віці 6 тижнів, а повністю самостійними стають через ще 6-8 тижнів.